# Kwik-E-Mart

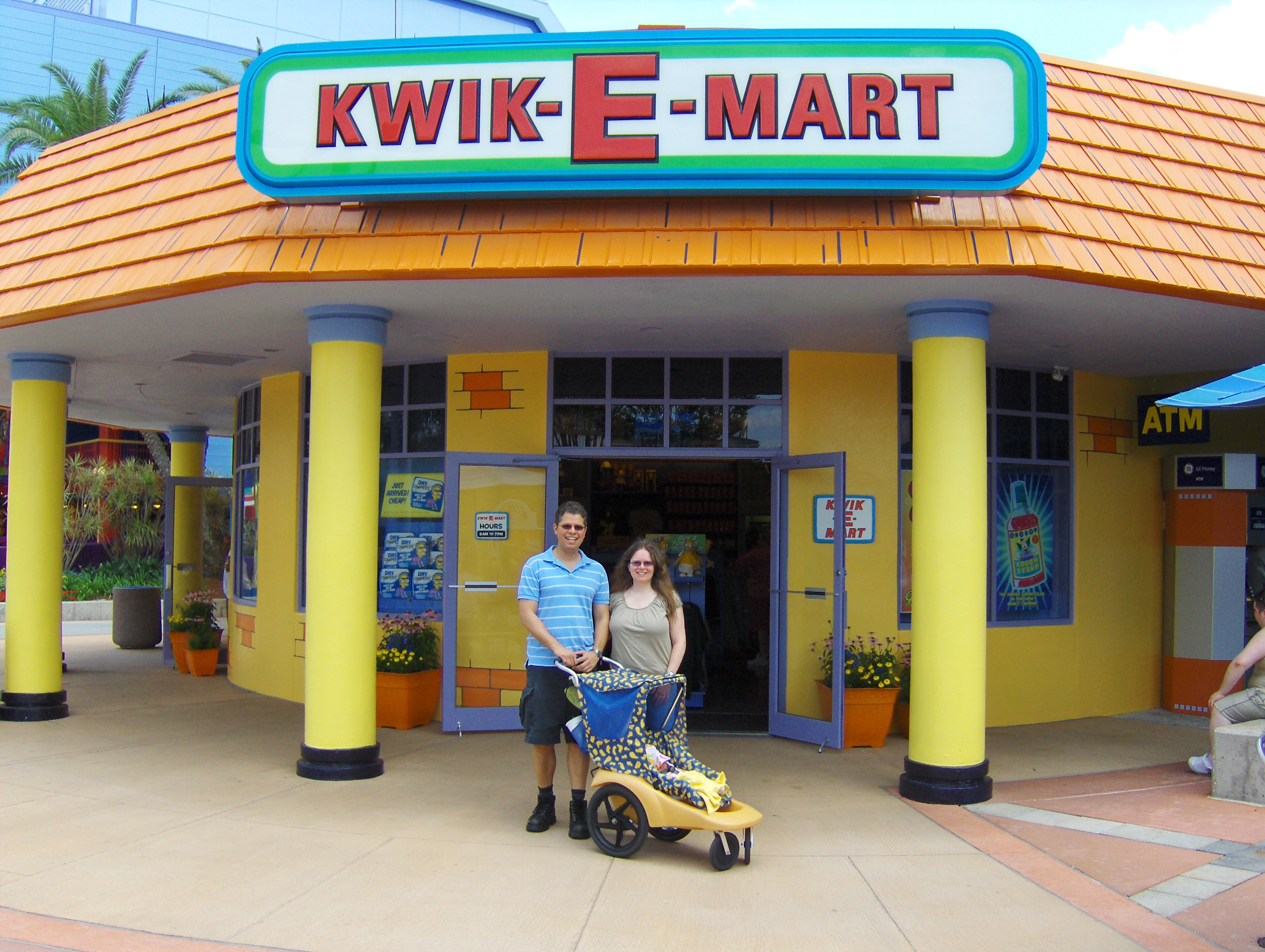
Un Kwik-E-Mart en el parque de atracción The Simpsons Ride en Universal Orlando Resort (Florida, Estados Unidos).

El Kwik-E-Mart (El Badulaque en España y El Mini-súper en Hispanoamérica) es una tienda de conveniencia ficticia en la serie animada Los Simpson.
El local es administrado y atendido por Apu Nahasapeemapetilon. Es donde Homer Simpson suele ir a comprar. Vende alimentos con grandes cantidades de grasa, de azúcar y colesterol. No tiene productos saludables y la mayoría de los alimentos y de las bebidas están en malas condiciones, caducados y con precios altísimos. A pesar de todo, el Kwik-E-Mart es una buena tienda y la familia suele comprar allí (menos en el capítulo Homer y Apu, donde despiden a Apu y para no molestarle van a comprar al Monstromart).

## Rol enLos Simpson
Apareció por primera vez en el episodio The Telltale Head. Se dice que la cadena nació en algún lugar de los Himalayas. Es la tienda de conveniencia que Homer Simpson suele comprar, aunque también va toda la familia y suele encontrarse con varios de los habitantes de Springfield. Es atendido por el inmigrante indio-estadounidense Apu Nahasapeemapetilon que junto con su hermano Sanjay administran la tienda. Ambos son esterotipos de personas nacidas en el extranjero.
El Kwik-E-Mart es frecuentemente víctima de robos; Apu ha sido disparado en constantes ocasiones. 
Se vende todo tipo de comestibles, siendo el más popular el bebestible Squishee. Se puede también conseguir cereales Krusty, Cerveza Duff, y rosquillas.

## En la vida real

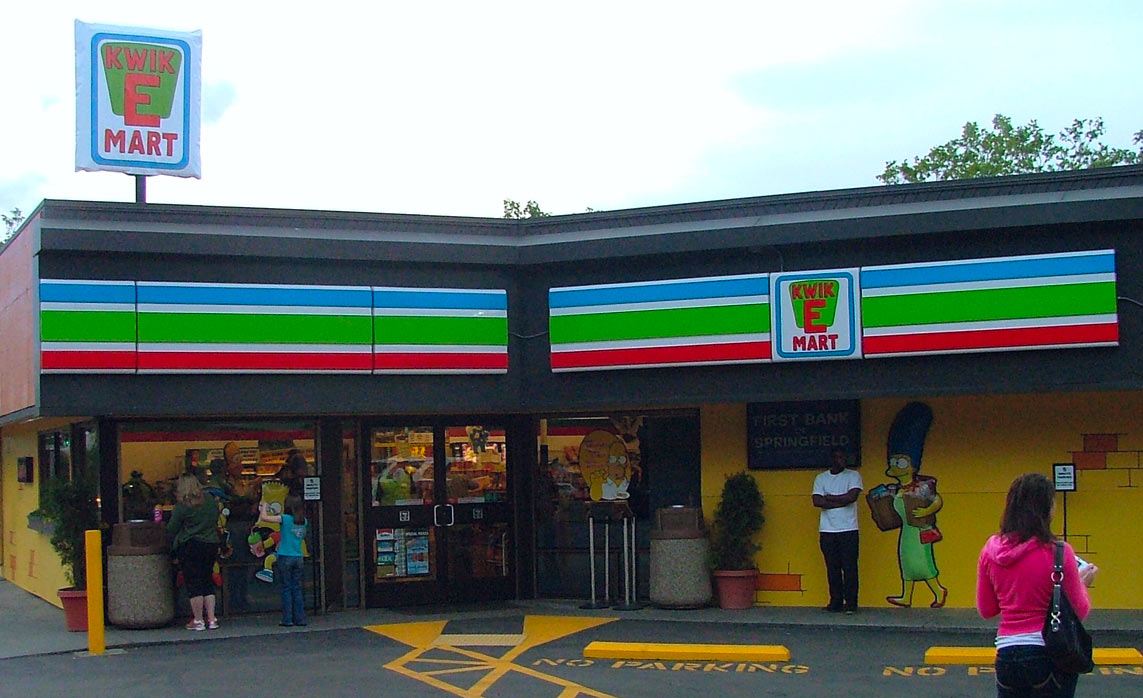
Tienda 7-Eleven transformada en Kwik-E-Mart para promocionar la película de Los Simpsons.

En julio de 2007, la tienda de conveniencia 7-Eleven convirtió 11 de sus tiendas en los Estados Unidos y uno en Canadá en Kwik-E-Marts para promocionar Los Simpson: la película, que fue lanzada mundialmente el 27 de julio de 2007. Las ubicaciones de las renovadas tiendas fueron: Bladensburg/Washington D. C.; Burbank; Chicago, Illinois; Dallas, Texas; Denver, Colorado; Henderson/Las Vegas; Los Ángeles; Mountain View/San Francisco, Nueva York; Orlando/Lake Buena Vista; Seattle y Vancouver/Coquitlam, Canadá. En las tiendas estuvieron a la venta los productos que aparecieron en Los Simpson como la Buzz Cola, cerveza Duff, cereales Krusty, los donuts de Homer, entre otros.
Con la inauguración de The Simpsons Ride en Universal Studios Florida y Universal Studios Hollywood durante 2008, desde fines de 2007 se inauguraron dos tiendas de Kwik-E-Mart (una en cada parque) que opera como tienda de regalos (merchandising) de Los Simpson y del parque en sí. Reemplazaron a la tienda de regalos de Back to the Future: The Ride. En estas tiendas también se venden Squishees y Flaming Moe's.